# Dihlströms

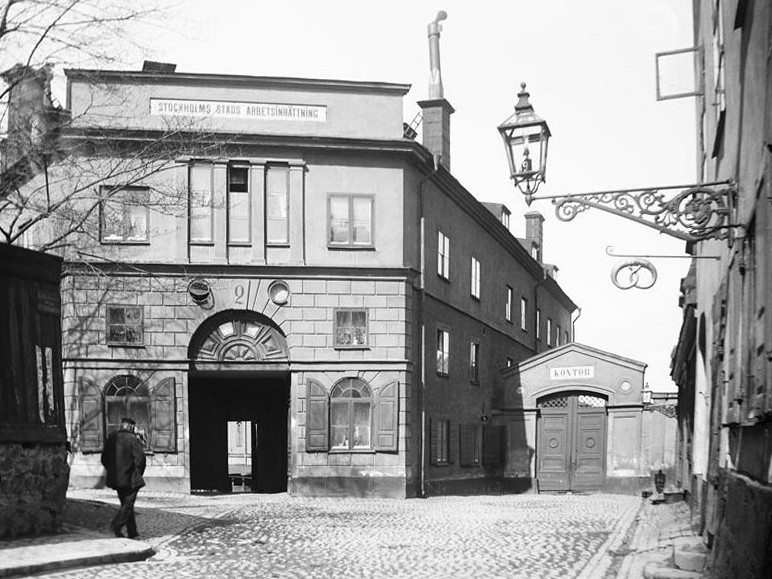
Stockholms stads arbetsinrättning, 1900.

Dihlströms var smeknamnet på Stockholms stads arbetsanstalt för stadens arbetslösa belägen vid Glasbruksgatan på Södermalm i Stockholm. 

## Historik

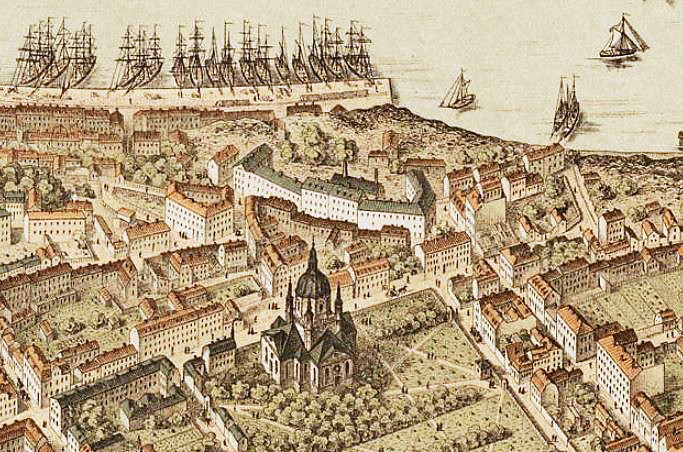
Dihlströmska arbetsinrättningen (ovanför Katarina kyrka) på Heinrich Neuhaus panorama från 1870-talet.

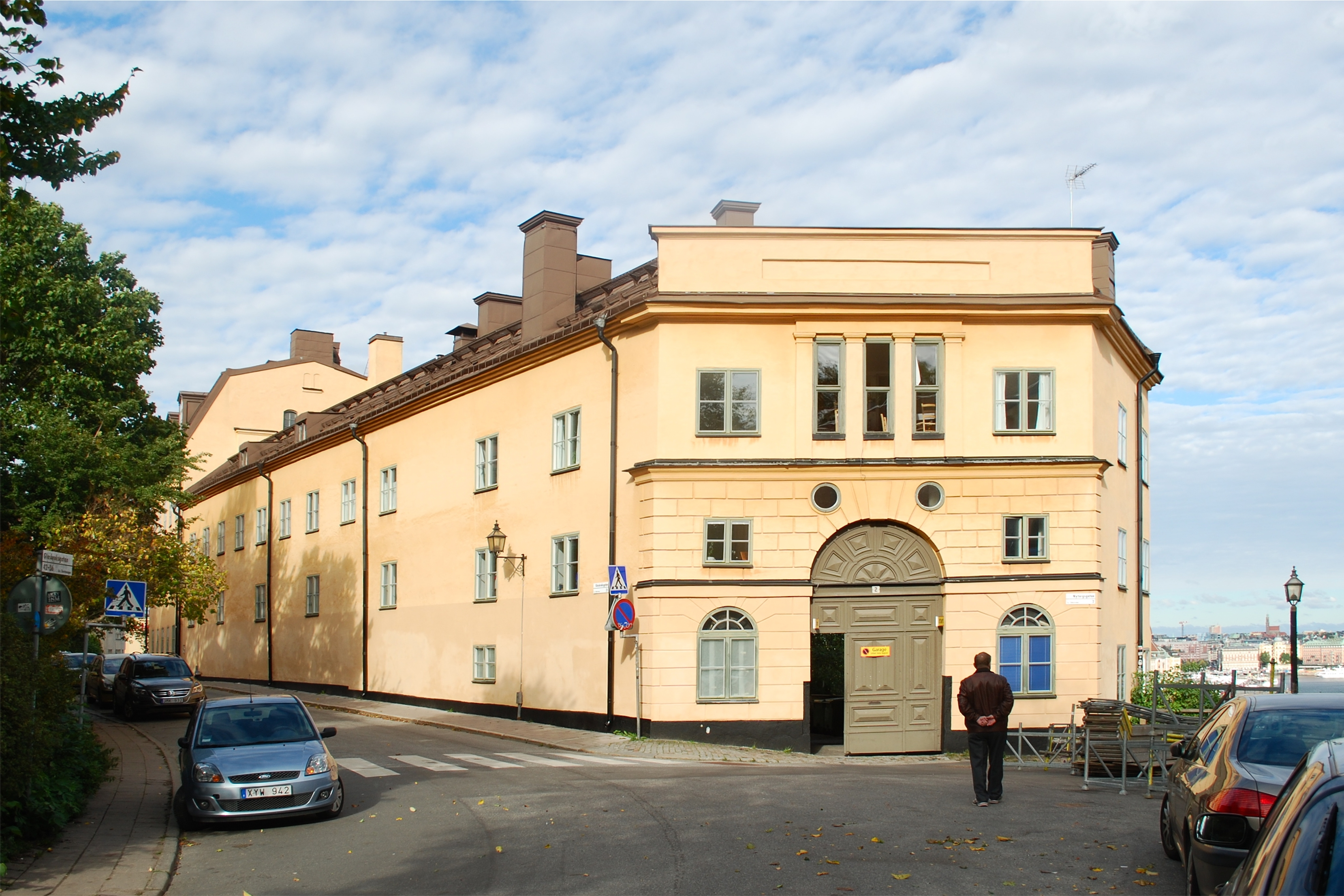
Den forna Dihlströmska inrättningen i kvarteret Dihlströms vid Glasbruksgatan / Nytorgsgatan i september 2010.

Dihlströms öppnades i december 1844 som Stockholms stads allmänna arbetshus. Tidigare hade Pehr Dihlström haft en fabrik för tillverkning av ylletyger på platsen men den hade gått i konkurs 1849 (dom 1850). Arbetsinrättningen kom att kallas efter denne Dihlström och de som vistades på arbetsinrättningen kallades i folkmun Dihlströmmare. Ett annat öknamn var "Stockholms Stads Strykinrättning" på grund av den brutala behandling de intagna fick utstå.
Dihlströms var egentligen avsedd att vara en försörjningsanstalt för bostads- och arbetslösa, men användes också för att ta emot "arbetsdömda" och "skuldister" som häftade i skuld till fattigvården. Arbetsinrättningen var avsedd för 150 män och 50 kvinnor. Antalet blev efterhand mycket större, 1863 räknar man med 414 "hjon". Man tvingades såga av benen på de lägsta britsarna för att få rum med en tredje säng under taket. 1855 ändrades namnet till Stockholms stads södra arbets- och försörjningsinrättning då man i allt större utsträckning kommit att ta emot så kallade försörjningshjon från de södra församlingarna. År 1864 ändrades det officiella namnet till Stockholms stads arbetsinrättning i och med att själva försörjningsdelen flyttades till Grubbens på Kungsholmen.
I entreprenad, fram till 1875, sköttes diverse renhållningsarbete såsom gatusopning. Barnängsberget vid Bondegatans slut var "Dihlströmarnas" speciella stenbrott. Men det gick också bra för utomstående att rekvirera arbetskraft för olika arbetsuppgifter; renhållningsarbete, vedhuggning, mattpiskning, latrintömning och andra grovsysslor var vanliga. Ett mera udda uppdrag fick en grupp Dihlströmmare i maj 1886. När Mariahissen skulle invigas, skickade man först ut hjonen på gångbron från Tavastgatan för att kontrollera att den höll. 
Den första tiden utrustades hjonen med enkla kläder i buldan, ett grovt säckvävsliknande tyg och skor med träbottnar, så det hördes också när Dihlströmmarna kom klampande. Med tiden fick man något bättre uniformer. Prygel, arreststraff, usel mat med mera tillhörde dagordningen.

## Arbetsinrättningen flyttar
Dihlströms var kvar vid Stora Glasbruksgatan fram till 1906. Inrättningen flyttades då till ett nyuppfört kasernkomplex vid Maria Bangata (se Vårdhemmet Högalid), men kallades ibland ändå "Dihlströms" eller "Dillis". En annan liknande inrättning var försörjningsinrättningen på Kungsholmen. Liksom "Dihlströms" hade också Kungsholmsinrättning fått öknamn efter en tidigare markägare och kallades Grubbens.